# Glímufélagið Ármann
Il Glímufélagið Ármann è una squadra di pallamano maschile islandese con sede a Reykjavík.

## Palmarès

### Trofei nazionali
- Campionato islandese di pallamano maschile: 1
  - 1945, 1949, 1952, 1953, 1954.